# 4730 Xingmingzhou
4730 Xingmingzhou eller 1980 XZ är en asteroid i huvudbältet som upptäcktes den 7 december 1980 av Purple Mountain-observatoriet i Nanjing, Kina. Den är uppkallad efter den kinesiska amatörastronomen Xing-Ming Zhou.
Asteroiden har en diameter på ungefär 24 kilometer och den tillhör asteroidgruppen Eos.